# Ulleruds landskommun
Ulleruds landskommun var en tidigare kommun i Värmlands län. 

## Administrativ historik
Kommunen bildades vid kommunreformen 1952 genom sammanläggning av de tidigare kommunerna Nedre Ullerud och Övre Ullerud. 
1 januari 1953 överfördes från Ulleruds landskommun och Övre Ulleruds församling till Stora Kils landskommun och församling ett område (Bonserud) med 29 invånare och omfattande en areal av 4,27 km², varav 2,50 km² land.
I Nedre Ullerud hade år 1944 Deje municipalsamhälle inrättats. Det upplöstes 31 december 1956. Denna bruksort var också kommunens centralort.
Ulleruds landskommun gick 1974 upp i Forshaga kommun.
Kommunens kommunkod under åren 1952-1973 var 1714.

### Kyrklig tillhörighet
I kyrkligt hänseende tillhörde kommunen de två församlingarna Nedre Ullerud och Övre Ullerud.

## Geografi
Ulleruds landskommun omfattade den 1 januari 1952 en areal av 361,46 km², varav 306,63 km² land.

### Tätorter i kommunen 1960
I Ulleruds kommun fanns tätorten Deje, som hade 2 884 invånare den 1 november 1960. Tätortsgraden i kommunen var då 54,0 procent.

## Politik

### Mandatfördelning i valen 1950-1970
| 2 | 26 |  | 6 | 4 |  |

| 39 |

| 3 | 24 | 6 | 5 | 2 |

| 36 |

| 3 | 25 | 6 | 3 | 3 |

| 35 |

| 3 | 25 | 7 | 3 | 2 |

| 34 | 6 |

| 3 | 20 | 7 | 3 | 2 |

| 29 | 6 |

| 2 | 21 | 8 | 2 | 2 |

| 27 | 8 |